# Riesgos de la comunidad LGBT

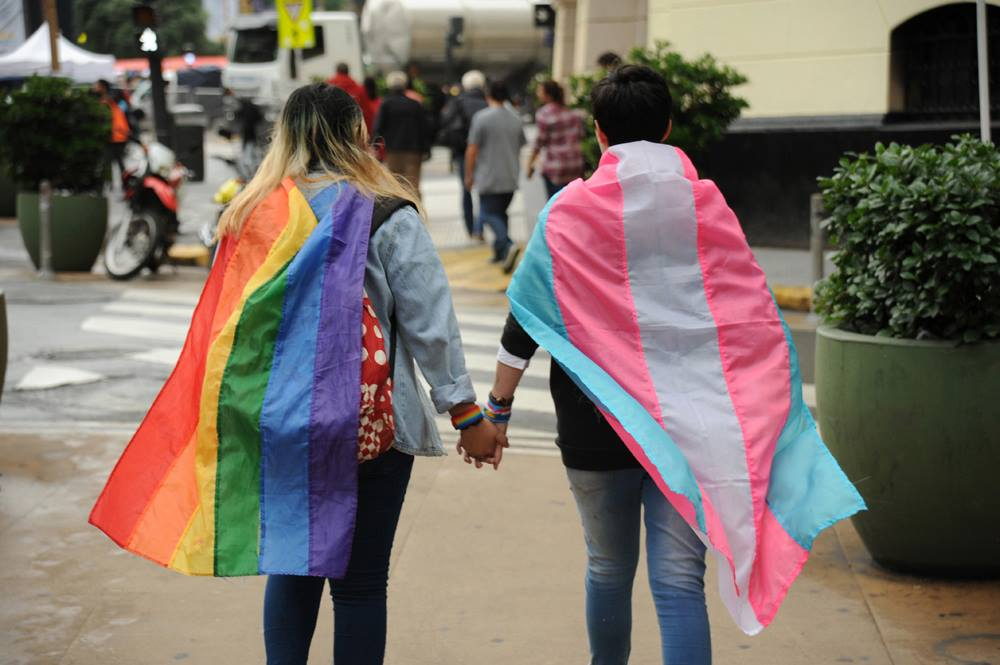
La comunidad LGBT se conforma por lesbianas, gays, bisexuales, transexuales o transgéneros y otras diferentes orientaciones sexuales e identidades de género.

La comunidad LGBT (lesbiana, gay, bisexual y transexual) es un conjunto de minorías que han sido el centro de discusión en las últimas décadas. Aunque han adquirido libertades, derechos y beneficios legales, hoy en día todavía hay un riesgo tanto físico como psicológico de ser parte de esta comunidad. Hay algunos países que tienen leyes de protección en contra de la discriminación y el acoso, pero aun así hay problemas de aceptación. Por el contrario, hay países donde incluso se castiga con pena de muerte.
Por parte de los problemas psicológicos, hay un mayor riesgo de realizar un intento de suicidio. Esto, puede presentar consecuencias negativas y afectar el desarrollo o realización de tareas de otras áreas.  A las personas que tienen prejuicio o realizan actividades dañinas a personas LGBT, se les conoce como homofóbicos o transfóbicos, en el caso de que se hable de una persona transgénero.

## Riesgos físicos

### Asaltos o violencia física
Las personas LGBT pueden sufrir crímenes de odio. Esto se define como los crímenes realizados por ser parcial a la raza, color, nacionalidad, orientación sexual, discapacidad, género, sexo, etc., es decir, que son parte de algún grupo marginado. Es difícil estimar cuantos crímenes se realizan por la orientación sexual o la identidad de género, debido a una falta de estudios o de sensibilidad para reconocer porque una persona en específico fue atacada. Estos crímenes pueden ser espontáneos o realizados por algún grupo de personas. Es más probable que una persona LGBT sea víctima de abuso sexual que una persona heterosexual.  También es posible que al tratar de reportar un abuso no se les tome en serio. El 47% de las personas transgénero estadounidenses  son víctimas de abuso sexual en alguna vez de su vida. En Europa, una de cada cuatro personas LGBT ha sido víctima de un abuso físico o psicológico.  La razón de las altas incidencias de abuso y violencia hacia esta comunidad se debe al trayecto histórico de una falta de apoyo por el Estado de dar protección.

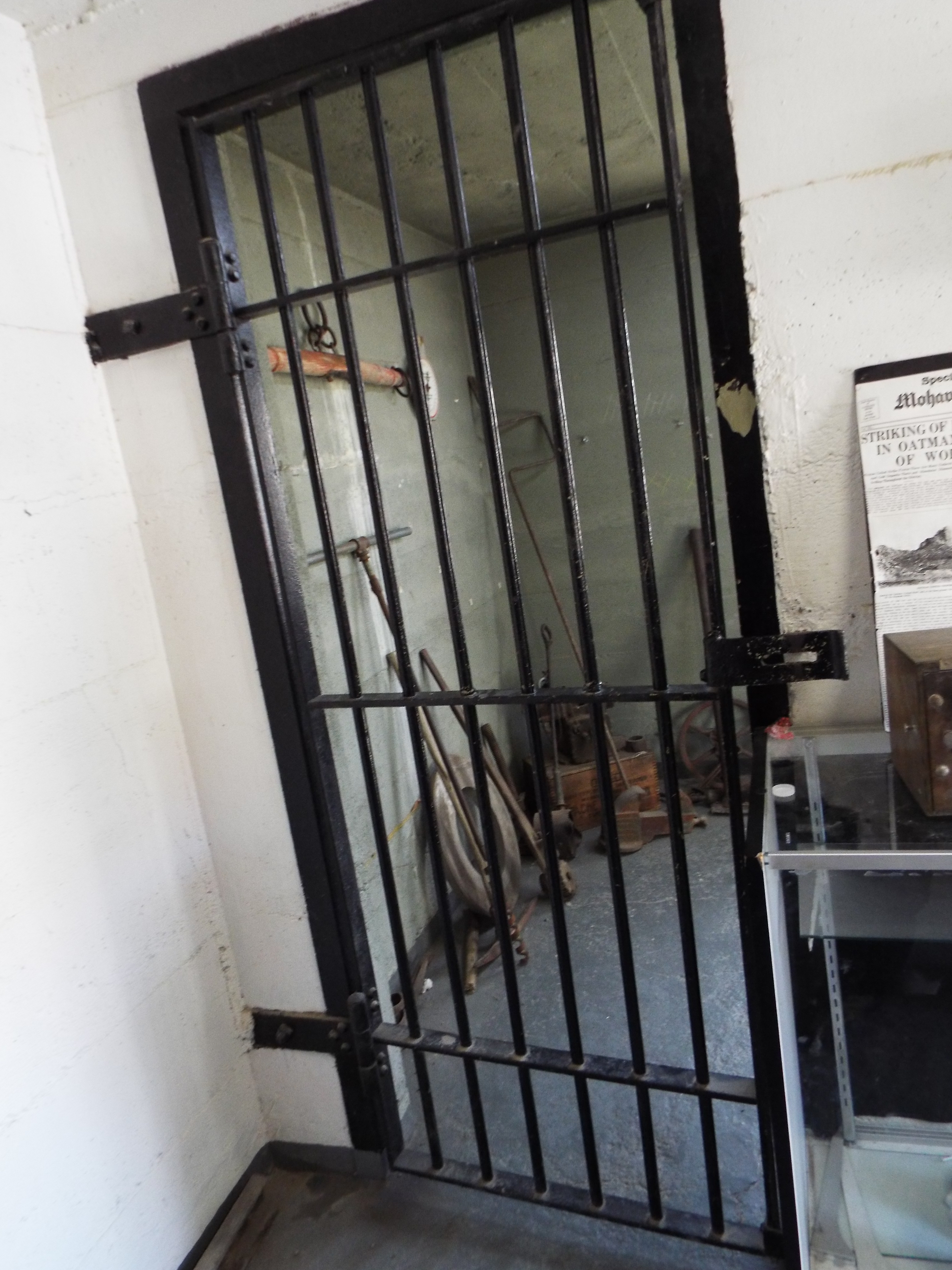
La cárcel es el castigo por prácticas homosexuales en 59 países.

### Encarcelamiento
Existe el riesgo de ser castigado con meses o años por ser una persona LGBT o por tener relaciones sexuales. Hay 59 países que castigan con tiempo en cárcel por realizar prácticas homosexuales. Dos de estos países (Egipto e Irak), hay encarcelamiento, aunque no sea reconocido por la ley,  31 países que se castiga por hasta 8 años y 26 países con un riesgo de ser castigado con 10 años a una cadena perpetua. No es común que se inicien cargos por algunas de estas leyes de estos países, pero existe siempre el riesgo, o simplemente refuerzan connotaciones negativas a la comunidad LGBT.

### Pena de muerte
En el 2019, todavía hay seis países que imponen la pena de muerte por tener relaciones sexuales con una persona del mismo género. De estos seis países, tres son de África y los otros tres son de Asia.  Las naciones son Nigeria, Sudán Somalia, Irán, Arabia Saudita y Yemen. La pena de muerte no es aplicada por igual en todos los países, en el caso de Nigeria y Somalia, solo se aplica en ciertos estados. En otros cinco países, (Mauritania, Emiratos Árabes Unidos, Catar, Pakistán y Afganistán), la pena de muerte es una posibilidad,  pero también existe el castigo por cárcel. En países como Catar, Yemen y Emiratos Árabes Unidos, el castigo se puede dar si se considera que es un acto con actitud que «pueda dañar a la sociedad».

## Riesgos psicológicos

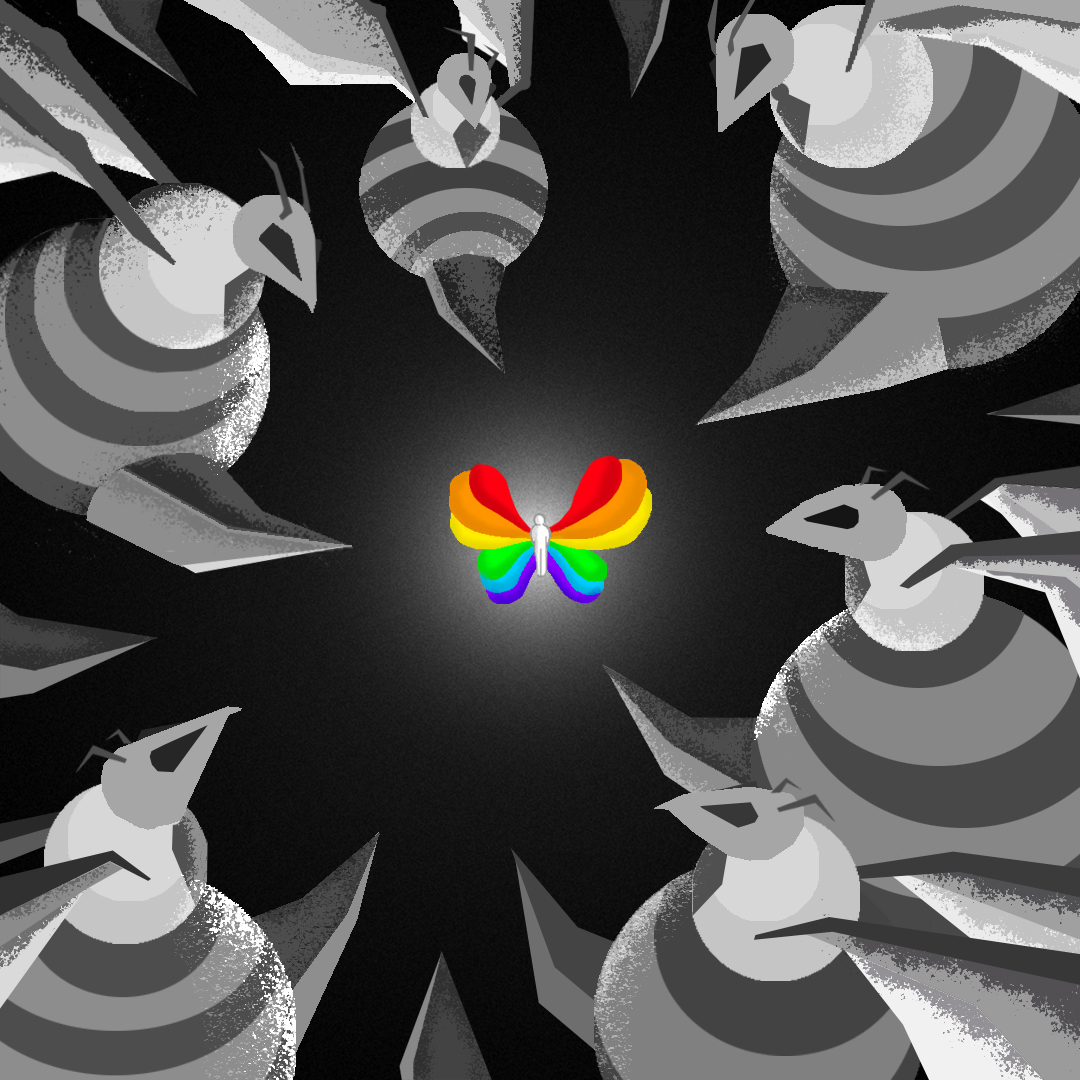
Ilustración sobre acoso laboral a la comunidad LGBT+.

### Discriminación
Hay solamente diez países en todo el mundo donde las personas con una orientación sexual no heterosexual tienen una protección constitucional. Esto quiere decir que la ley menciona que no pueden ser discriminadas por su orientación sexual. Los diez países son México, Ecuador, Bolivia, Malta, Portugal, Suecia, Sudáfrica, Nepal , Fiyi y Argentina. Sin embargo, hay 55 países donde no existe ningún tipo de protección hacia esta comunidad, donde hay un peligro de sufrir discriminación.
Existen seis ámbitos donde una persona puede sufrir: familiar, escolar laboral, de la salud, legal y político. Del ámbito familiar, es común que haya un rechazo de los padres y una represión de algunas conductas; si son menores, pueden ser expulsados de sus casas.  En el ambiente escolar, los jóvenes LGBT tienen mayores probabilidades de ser víctimas de acoso escolar. En el ambiente laboral, son víctimas de rechazo, de burlas e incluso de un aumento o disminución de la carga laboral. En el ambiente de la salud, muchos médicos no tienen la información necesaria para tratar a personas LGBT, en especial ginecólogos y urólogos, que desconocen ciertas enfermedades  recurrentes en personas LGBT , o incluso buscan una razón física de su orientación sexual. En el ambiente legal, al no ser reconocido el matrimonio igualitario, las parejas del mismo género no tienen los mismos beneficios que las parejas heterosexuales, como son el seguro médico,  créditos patrimoniales, custodia de hijos, etc. Por último, en el ámbito político es difícil tener una carrera en esta área por el rechazo de población, que adicionalmente crea una falta de personas LGBT en la discusión de cambio de leyes que les otorguen derechos humanos y una falta de perspectiva.

### Terapia de conversión
La terapia de conversión tiene el fin de cambiar la orientación sexual o la identidad de género.  Hay distintas organizaciones hoy en día que defienden el uso de esta terapia como la Asociación Nacional para la Investigación y Terapia de Homosexualidad, en el país de Estados Unidos que justifica el uso de herramientas psicológicas para que «curar» o «tratar» la homosexualidad.  En los últimos años hay aproximadamente 350,000 jóvenes que asistieron a terapia de conversión.
La Asociación Estadounidense de Psicología no apoya ni reconoce esta terapia, ya que la Asociación Americana de Psiquiatría retiró la homosexualidad como un trastorno del Manual de Diagnóstico y Estadístico de los Trastornos Mentales en 1973.  Al no ser un trastorno, no es posible que sea tratado por medio de terapia, o que adquiera habilidades de adaptación. La Asociación Americana de Psicología declaró que cualquier profesional de la salud que diera a entender que con el uso de terapia se puede cambiar la orientación sexual no será permitido, debido a los estudios realizados que demuestran que no hay evidencia científica que confirme que se puede dejar de ser homosexual.

### Suicidio
Las personas LGBT tienen mayores riesgos a realizar o intentar realizar un suicidio debido al estigma, discriminación, acoso o rechazo social que experimentan. Los jóvenes LGBT tienen el doble de riesgo de planear, intentar o llevar a cabo un suicidio. Faltan en gran medida estudios relacionados con cuántas personas de las que se suicidan lo hacen por razones internas de falta de aceptación propia.